# Edifici del Conservatori Municipal de Música
L'Edifici del Conservatori Municipal de Música de Barcelona es troba a la cantonada dels carrers de València i del Bruc de Barcelona, i està catalogat com a Bé Cultural d'Interès Local.

## Història
Va ser projectat el 1916 per l'arquitecte municipal Antoni de Falguera i Sivilla, probablement adaptant un projecte previ de Pere Falqués. L'edifici, que va ser objecte de certa polèmica i discussió al voltant dels seus usos, no va ser inaugurat oficialment fins al 1928.
L'any 2009 l'arquitecte Marc Cuixart se n'encarregà de la restauració i la insonorització de les aules.

## Descripció

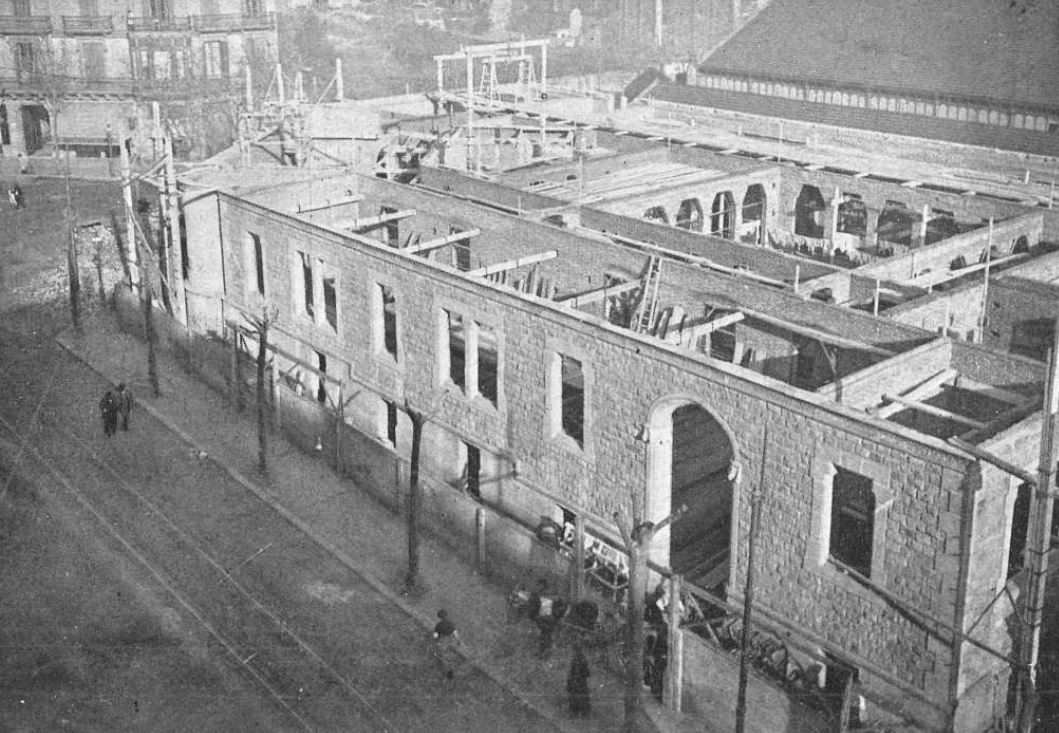
Construcció de l'edifici el 1912

Comprèn un semisoterrani, planta baixa, dos pisos i cobertes a dues vessants. L'estructura en planta de l'edifici consisteix en quatre crugies de tancament i una crugia central que separa el pati triangular on s'alça la caixa de l'escala principal respecte el pati cobert central, també conegut com «la peixera».
La façana principal, que s'articula per mitjà de tres plans que s'adapten a la forma del xamfrà, es presenta ritmada, a cada angle, per dues torres cilíndriques que, com el cos central, depassen la línia de cornisament de l'edifici. Les façanes presenten un acabat d'obra vista, exceptuant el basament sobre el que reposa i els emmarcaments de les obertures, així com les cadenes d'angle, tots ells realitzats en pedra de Montjuïc. El semisoterrani s'obre a l'exterior per mitjà de petites finestres incises en el basament de pedra de l'edifici, mentre la planta baixa, amb murs acabats amb pedra desbastada, ho fa a través de finestrals simples i bífors alternats. El primer pis presenta finestrals amb muntants i llindes de pedra, els angles de les quals són arrodonits. L'ampit de dites finestres és ornat a base de mosaics de colors que representen els escuts d'Espanya, la senyera i la creu de Sant Jordi en alternància. El tercer pis presenta finestres simples i galeries de finestres d'arcs peraltats. L'edifici és rematat per un ràfec de fusta i teules sostingut sobre permòdols de pedra. Cadascun dels cossos de l'edifici és cobert per una teulada a doble vessant de ceràmica. El desenvolupament horitzontal d'aquestes teulades es veu interromput, als passatges de Pla i de les Escoles, pels badalots de les escales secundàries de l'edifici, coronats per cuculles de teules vidrades de color verd.
L'accés principal es realitza des del xamfrà, inclòs dins d'una façana amb unes característiques particulars. La façana principal, totalment acabada en pedra de Montjuïc, mostra una decoració més treballada, especialment en el portal d'accés. Aquest portal, consistent en un arc lleugerament rebaixat, presenta les impostes ornades a base de pergamins sintetitzats i és coronat per un grup escultòric realitzat per Eusebi Arnau: flanquejant l'escut de la ciutat de Barcelona, la musa Euterpe enseyna a tocar el violí a un infant i la musa Polímnia escolta el cant d'una nena. El primer pis presenta en aquesta façana principal, esvelts finestrals bífors i trífors amb mainells coronats per arcs peraltats ornats amb traceries i obes i protegits per guardapols sobre culs-de-llàntia. La crugia corresponent a aquesta façana presenta un pis més, que es manifesta a l'exterior per mitjà d'una galeria d'arcs rebaixats inspirada en les solanes tradicionals de l'arquitectura domèstica medieval. Tanmateix, l'element més destacat d'aquesta façana és el coronament de les dues torres que la flanquegen, consistent en esvelts finestrals envoltats de permòdols de dimensions creixents que sostenen la cornisa sobre la qual reposen les dues agulles de ceràmica vidrada.
A l'interior hi destaca la decoració imperant dels murs dels passadissos, a base d'arrimadors ceràmics vidrats de color verd de gust noucentista. Aquests arrimadors presenten bandes florals motllurades que representen infants llegint, tocant instruments, portant partitures, etc. A les escales secundàries, amb graons de marbre blanc, aquests arrimadors també són de marbre, a excepció de certs plafons ceràmics vidrats de color groc que mostren natures mortes de flors, fruites i instruments musicals.
El portal principal dona pas a un vestíbul ornat amb arrimadors de pedra i els murs revestits amb estucs en forma de carreuat al trencajunt. La volta, sostinguda amb perfils metàl·lics, està decorada amb esgrafiats de color blau cel. L'espai, il·luminat per dos grans fanals de ferro forjat, conté l'escala d'accés a la planta baixa, amb graons de marbre blanc i mosaics de colors. La porta del vestíbul, amb els muntants i l'arc rebaixat d'angles convexos de pedra, mena al passadís principal, que envolta totalment l'estructura de l'edifici, seguint les quatre crugies que el tanquen. A aquest passadís s'hi adossa la caixa de l'escala principal, a la que es comunica per mitjà de tres arcs de pedra que imposten sobre dues columnes de capitell floral. L'escala principal té els graons, els arrimadors i les baranes totalment revestides de marbre blanc i destaca, a l'arrencada de dita escala, una cistella de fruites també esculpida en barbre blanc. Aquest espai, que permet l'accés directe al primer pis, és cobert per una claraboia de vitralls en forma de cúpula ovalada sostinguda per un enteixinat de fusta motllurada.
L'Espai Antoni Nicolau, que s'ha d'entendre com un celobert cobert amb claraboia, és el més important de l'edifici, no tan sols per les seves dimensions, sinó perquè centra la disposició dels salons i les aules que l'envolten. Se'l coneix com «la peixera», donat que les galeries que l'envolten tenen fins a cinc portals de vidre a cadascun dels quatre murs, convertint-lo en un espai transparent que permet la il·luminació i ventilació dels passadissos interiors. Aquesta sala presenta un terra fet íntegrament de mosaics i franges de marbre rosat i gris de gran qualitat. També cal destacar els arrimadors escultòrics del nivell inferior, fets de ceràmica vidrada verda profusament ornamentada amb relleus en forma de cartel·les, rombes i hexàgons. Els murs, revestits amb esgrafiats bicroms, presenten fanals de fosa i vidre i acullen les obertures dels dos passadissos superiors, formades per arcs deprimits d'angles convexos. El sostre, consistent en uns cassetons de volta catalana sobre perfils metàl·lics, sostenen la gran claraboia de vitralls a base de motius florals. Just a sota, una àmplia banda decorativa a base d'esgrafiats recull els noms dels principals músics de la història: Schubert, Bach, Haydn, Händel, Schumann, Clavé, Wagner, Beethoven, Palestrina, Berlioz, Victoria, Chopin, etc.